# آنا جيه براون
آنا جيه براون (بالإنجليزية: Anna J. Brown) (و. 1952 – م)هي محامية، وقاضية من الولايات المتحدة الأمريكية .